# 额仁淖尔苏木
额仁淖尔苏木，是中华人民共和国内蒙古自治区锡林郭勒盟苏尼特右旗下辖的一个乡镇级行政单位。

## 行政区划
额仁淖尔苏木下辖以下地区：
赛音锡力嘎查、吉呼郎图嘎查、图门嘎查、查干哈达嘎查、阿门乌苏嘎查和阿尔善图嘎查。

## 交通
- 331国道过境。